# Micky Skeel Hansen
Micky Skeel Hansen, född den 23 december 1988, är en dansk skådespelare, som hade sin filmdebut i Familien Gregersen. Han var för första gången med i tv i Snurre Snups Søndagsklub under 2005.

## Filmografi
- Familien Gregersen (2004)
- Af banen (2005)
- Dommeren (2005)
- Remix (2008)

### Tv-serie
- Sommer (2008) 3 avsnitt